# Ринне, Зигфрид-Эдмунд Арнольдович
Зигфрид-Эдмунд Арнольдович Ринне (латыш. Zigfrīds Edmunds Rinne; 29 июля 1934 год, Рига, Латвия — 8 февраля 2009 года, Латвия) — механик теплохода «Краслава» Латвийского морского пароходства Министерства морского флота СССР, Рига, Латвийская ССР. Герой Социалистического Труда (1966). Лишён всех званий и наград в связи с осуждением.

## Биография
Родился в 1934 году в Риге, Латвия. Получил среднее образование. Окончил мореходное училище. Трудовую деятельность начал в 1951 году, с 1953 года трудился на различных судах Латвийского морского пароходства. С 1958 года — моторист на теплоходе «Кемери» Латвийского управления нефтеналивного флота. Добивался высоких трудовых результатов, перевыполняя производственные задания по обслуживанию судовых механизмов и обеспечению запланированной скорости судна.
С 1965 года — помповый механик на теплоходе «Краслава» Латвийского морского пароходства, которое в то время было одним из первых советских судов по перевозке сжиженного газа. Постоянно обеспечивал отличное обслуживание помповых агрегатов судна, в результате чего стоянка судна в портах сократилась на 30 %. Совместно в экипажем судна впервые в истории осуществил выгрузку сжиженного газа судовыми средствами в порту, который не был оборудован соответствующими приспособлениями для перелива жидкого газа. Указом Президиума Верховного Совета СССР от 29 июля 1966 года удостоен звания Героя Социалистического Труда «за досрочно выполнение заданий семилетнего плана по развитию морского транспорта и выдающиеся производственные успехи» с вручением ордена Ленина и золотой медали Серп и Молот.
Страдал алкоголизмом, из-за которого у него начались проблемы в профессиональной деятельности. Неоднократно порицался трудовым коллективом и впоследствии был уволен из флота. С октября 1976 года — слесарь ремонтно-механического цеха фабрики «Лайма» в Риге. Был взят на контроль администрацией фабрики, на поруки партийной организацией и трудовым коллективом. Прошёл курс лечения от алкоголизма, однако в 1981 году сорвался, был арестован и исключён из партии.
В начале 1982 года подрался с собутыльником и нанёс ему несколько ударов ножом, от которых тот скончался. Был осуждён в марте 1982 года по ст. 92 УК Латвийской ССР «за умышленное убийство» и приговорён к 4 годам лишения свободы. Суд направил его на принудительное лечение. Было также принято решение о лишении его всех званий и наград. После рассмотрения кассационной жалобы дело было переквалифицировано по ст. 101 «умышленное убийство, совершённое в состоянии сильного душевного волнения» и срок наказания снизился до двух лет.
Указом Президиума Верховного Совета от 10 января 1983 года лишён звания Героя Социалистического Труда и всех наград «за совершение проступка, порочащего его как награждённого».
Срок отбывал в тюрьме «Шкиротава». Освободился из заключения в августе 1984 года.
Избирался депутатом Октябрьского районного Совета народных депутатов города Риги.
Умер в 2009 году в Риге.
Награды и звания
- Герой Социалистического Труда — лишён 10.03.1983
- Орден Ленина — лишён 10.03.1983
- Орден Трудового Красного Знамени (награждён — 09.08.1963, лишён 19.03.1983)